# Ebba Stenbock
Ebba Gustavsdotter Stenbock, née vers 1550 et morte en 1614, est une aristocrate suédoise. Elle dirige la défense du château de Turku pendant le siège de Charles IX.

## Famille et mariage
Ebba Stenbock naît à Västra Götaland. Elle est la fille du riksråd Gustaf Olofsson Stenbock et de Brita Eriksdotter Leijonhufvud, sœur de Marguerite Lejonhufvud, reine de Suède. L'une des sœurs d'Ebba deviendra la reine Catherine Stenbock. En 1573, elle épouse Clas Eriksson Fleming et déménage avec lui en Finlande.
Le couple a quatre enfants : Katarina, Hebla, Margareta et Johan. En 1594, son époux est nommé gouverneur général de Finlande par le roi Sigismond Vasa.

## Guerre des gourdins
En 1595, les paysans du sud de l'Ostrobotnie font entendre leur opposition aux méthodes du gouverneur Clas Eriksson Fleming. Au début de l'année 1596, la noblesse de Finlande, réunie à Turku, proclame son refus des décisions prises au Parlement de Söderköping et favorables aux paysans. Le duc Charles apporte dès lors son soutien aux paysans lorsqu'ils se révoltent contre Fleming en décembre 1596. Cette révolte, surnommée « guerre des gourdins » (Klubbekriget), s'étend rapidement à toute la Finlande.
La guerre contre Sigismond touche la Suède entre 1598 et 1600, opposant le roi Sigismond Vasa, qui règne également sur la Pologne, à son oncle Charles, duc de Södermanland et régent de Suède en son absence. Ebba et Clas Ericksson sont de fervents partisans de Sigismond.
En avril 1597, après avoir maîtrisé la guerre du gourdin et alors qu'il se prépare à résister à l'invasion attendue du duc Charles, Fleming meurt. Arvid Stålarm le Jeune est nommé gouverneur à sa place.

## Siège du Château de Turku
Fidèle aux idéaux de l'époque, Ebba fait preuve d'une loyauté inébranlable envers son mari. Elle décide de défendre le château de Turku contre l'armée du duc Charles avec l'aide de deux officiers, qui prennent la direction militaire à ses côtés. Elle prépare le château pour un siège en attendant l'arrivée des renforts du roi Sigismond. En août 1597, le duc Charles et son armée envahissent la Finlande, prennent Åland, fief de la sœur d'Ebba, la reine douairière Catherine, et assiègent le château de Turku.
Charles offre aux femmes du château un passage sûr à travers les lignes mais ne reçoit aucune réponse. Ebba est finalement obligée de se rendre, ne voyant aucune aide arriver de Pologne. À ce moment-là, Fleming n'est toujours pas enterré et, selon la légende, Charles fait ouvrir le cercueil pour s'assurer qu'il est bien mort. Après avoir identifié Fleming, il aurait tiré sa barbe avec les mots: «Si vous aviez été en vie, votre tête n'aurait pas été en sécurité», sur quoi Ebba aurait répondu: « Si mon défunt mari était vivant, votre Grâce n'aurait jamais été là »".

## Prison et fin de vie
Ebba et ses filles sont faites prisonnières et emmenées à Stockholm, où elles sont séparées et assignées à résidence. Ebba est logée dans une maison appartenant à Welam de Wijk, capitaine de la flotte du duc Charles, et en 1598, de Wijk est arrêté pour tentative de mutinerie encouragée par Ebba, qui lui avait promis la main d'une de ses filles. En 1599, un messager de Sigismond est arrêté à Stockholm et Ebba est identifiée comme l'une des loyalistes à qui il a remis des lettres. Son fils est exécuté dans le bain de sang d'Åbo, la même année. Aucune accusation formelle n'est portée contre elle, et elle et ses filles sont libérées après le 20 mars 1600 et l'exécution de six aristocrates à Linköping qui signe la défaite de Sigismond.
Comme beaucoup d'autres épouses et filles de fidèles exilés de Sigismond, dont les biens ont été confisqués par Charles, elles se réfugient chez la reine douairière Catherine Stenbock à Strömsholm. En 1602, Ebba récupère une partie de ses propriétés. Elle meurt en 1614.